# Teatrino di Vetriano
Il Teatrino di Vetriano è un teatro nella frazione di Vetriano, presso Pescaglia.
Il Teatrino è denominato "La Bomboniera" dagli abitanti della zona ed effettivamente è una delizia architettonica rara al mondo.
Si tratta di un piccolissimo teatro, che misura 71 m² totali ed ha solo 85 posti, dimensioni che gli hanno consentito di vincere, nel 1997, il Guinness dei Primati come "Teatro storico pubblico più piccolo del mondo".

## Storia
Nel piccolo borgo di Vetriano, il teatro ha sempre avuto un posto. Anticamente, al primo piano di una stalla, vi venivano rappresentati i Maggi.
Tuttavia fu solo grazie alla generosa donazione dell’Ingegner Virgilio Biagini, che il paese poté avere per la prima volta un teatro vero e proprio. La fredda giornata del 10 febbraio 1889, il notaio Luigi Bandoni in Lucca redasse l’atto di donazione di un fienile, di proprietà Biagini, con l’onere “che venga ridotto all’uso di un Teatro per l’istruzione e l’incremento degli abitanti di detta Sezione e non altrimenti”. Nell'atto fu specificato che la cessione avrebbe avuto pieno effetto giuridico con la costituzione di una "società" per la costruzione di questo teatro, da concretizzare entro due mesi dalla donazione. Gli spettacoli teatrali erano, però, talmente amati e necessari, che per la costituzione della Società bastarono sei giorni. Il 16 febbraio 1889, nacque la "Società per edificare il Teatro di Vetriano". Fu costituita da 22 soci, che si tassarono due lire per ciascuno, quindi circa 50 centesimi al mese, fintanto che la costruzione non fosse terminata e la prima opera rappresentata.
La struttura fu realizzata in un anno. Iniziò a lavorare con il nome di Teatrino di Vetriano, dedicato in seguito al maestro Alfredo Catalani.
Tra il 1890 e il 1960 furono messi in scena lavori teatrali recitati dai paesani, spesso su testi scritti da loro stessi. Era consuetudine che gli spettatori si portassero la sedia da casa. Furono gli anni più attivi del Teatrino. Vi era, allora, una filodrammatica, Dario Niccodemi, e una filarmonica, Giacomo Puccini. Il Teatrino era vivo e vedeva l’alternarsi di drammi e commedie.
Negli anni ’60, a causa della dispersione dei suoi membri e la fine del sodalizio, il Teatrino cadde in un lento e progressivo abbandono. Dissesto statico, deperimento del manto di copertura, deterioramento delle decorazioni pittoriche, usi impropri della struttura, lo ridussero a un rudere inagibile e pericoloso.
Nel 1982 gli eredi dell’Ing. Biagini donarono il 51% della proprietà del Teatro al Comune di Pescaglia, nell'ottica di agevolare il recupero.
Il giro di boa nella storia del Teatrino, si ebbe però realmente nel novembre del 1997, quando gli eredi Biagini donarono la restante quota di proprietà del 49% al FAI, che intraprese una meravigliosa opera di ristrutturazione filologica, grazie anche alla preziosa collaborazione dell'Arch. Guglielmo Mozzoni. Nel 1998 fu stipulata una convenzione tra il FAI e il Comune di Pescaglia diretta alla concessione al Fondo della quota del 51% della proprietà pubblica in uso gratuito per 99 anni, rinnovabile.
Il FAI si impegnò a provvedere al restauro e alla conservazione del Teatrino, riservandosi l’uso e lo sfruttamento del bene e assumendone gli oneri di gestione.
L’inaugurazione del Teatrino, completamente ristrutturato, ebbe luogo sabato 28 settembre 2002, con una cerimonia ufficiale del Presidente del Senato Marcello Pera. Il giorno seguente, Alessandro Benvenuti tenne la performance inaugurale. Dallo stesso anno, la gestione del complesso fu affidata interamente alla Sovraintendente Loredana Cipriani Ciabatti, che con dinamismo e creatività, cura personalmente l'intensa attività del teatro, coadiuvata dalla custode Cristina Guastucci.
Nel 2003 il Teatrino vinse il premio di architettura teatrale per il miglior restauro filologico, insieme al Teatro “La Fenice” di Venezia.

### Restauro
Il Teatrino di Vetriano ha subito un restauro non solo conservativo ma filologico, al fine di renderlo di nuovo pienamente attivo nel panorama culturale.
Il restauro interessò il teatrino e alcune proprietà confinanti, acquistate dal FAI per ricavare locali di servizio e spazi accessori richiesti dalla normativa e dalle esigenze funzionali (il guardaroba, tre bagni per il pubblico, due camerini per gli attori, due bagni con doccia per gli artisti, l’uscita di sicurezza posteriore, la sartoria -guardaroba nel porticato a piano terra). La ristrutturazione esterna è stata diretta, in generale al consolidamento della struttura. Molto importante il ripristino della scala a chiocciola che porta al terrazzo e il restauro della statua dello gnomo lanterna.
All’interno vi fu un consolidamento dei due ordini di balconate, restituendo loro l’originaria struttura lignea, previa rimozione delle travi e mensole di rinforzo in ferro.
Il pavimento della platea è stato rivestito in legno massello con ottimi risultati per l’acustica.
Il restauro ha riguardato anche le decorazioni pittoriche e le tele dipinte, con delicati e complessi interventi. Fortunatamente è stato recuperato anche il sipario in cotone dipinto.
Completamente nuovi, invece, il boccascena, le installazioni tecniche di palcoscenico, un impianto di rilevamento incendi, un moderno impianto elettrico, con quadro di regia e postazione a distanza dei comandi di scena.
Il vecchio lampadario a carburo è stato ritrovato e trasformato in elettrico, reintegrato con coppe di vetro d’epoca.

## Descrizione
Il Teatrino presenta tantissimi elementi di pregio, che ne fanno un prezioso oggetto d'arte, ancora oggi vivo sul panorama culturale.
L'intento degli originari costruttori fu di riprodurre i teatrini giocattolo in legno o cartone, usati specialmente all'epoca della prima costruzione. L’esterno presenta particolari interessanti. La biglietteria è una nicchia con una piccola finestra scavata nel muro, ingentilita da una elegante grata in ferro battuto.
Il Liberty è richiamato dall'elaborata scala a chiocciola, che conduce a un terrazzamento sul quale si apre l’accesso alle due balconate interne del teatro, e dalla statua di uno gnomo reggi lampione, testimonianza storica dell’epoca in cui il cemento era utilizzato come materiale da modellare.
La vera particolarità del Teatrino si ha, però, all’interno ed è rappresentata dalla struttura lignea decorata che ne costituisce l’architettura, e dalle gallerie a sbalzo sulla platea.
Anche il fatto di avere, in uno spazio così piccolo, due ordini di balconate in legno, decorate con pannelli dipinti con stemmi, ghirlande, maschere, motivi trompe l’oeil di traforo ligneo, è un dato molto particolare e unico.
Il soffitto non manca di decorazioni, in calce, con specchiature di differente stile, contenenti festoni, mascheroni, fiocchi e rose.
Meraviglioso il sipario, in cotone dipinto, che riporta un’allegoria delle arti con i simboli della pittura, della musica, della poesia, motivi floreali e un motto centrale “Progredi et honeste delectare”.
Lo scenario è diverso dagli altri teatri per il fatto che è stretto e molto profondo. Il restauro del teatro si è esteso fino al recupero dei 4 fondali scenici, che rappresentano scene diverse: la piazza, la reggia, un interno, il bosco. Sulla parete di fondo del palcoscenico, un fondale dipinto a calce rappresenta un castello in un paesaggio marino.

## L'adozione di una sedia o di un fiore
Il Teatrino è stato sovvenzionato da varie iniziative benefiche; le più originali sono state senz'altro quelle legate all’adozione delle sedie del Teatro e, in seguito, dei fiori di legno.
Le sedie del Teatrino assomigliano a quelle che originariamente gli abitanti si portavano da casa per assistere agli spettacoli. Oggi vi si trovano in quanto, nel periodo dell’inaugurazione, per reperire ulteriori fondi, la Sig.ra Loredana Ciabatti lanciò un’iniziativa tra i negozi di Via Fillungo a Lucca, volta all’adozione di una sedia del Teatrino più piccolo del mondo (esposte in vetrina con la frase: "Siamo le sedie del Teatro più piccole del mondo, ci volete adottare?"). Le sedie furono fatte fare a Milano su disegno dell’architetto Angiolo Mazzoni.
Un aneddoto interessante è che nel corso di una festa al Palazzo Ducale di Lucca, per il Teatrino di Vetriano, una sedia fu regalata all’ospite di onore, Curtney Kennedy, che volle cambiare il nome per inserire quello della Fondazione Robert Kennedy.
Viste le dimensioni del teatro, così piccolo da non potere contenere molte sedie, la volontà di estendere ad altre persone o enti la possibilità di essere sostenitori del Teatrino, ha suggerito una nuova iniziativa: l’adozione non più di sedie ma di fiori in legno. Falegnami locali hanno creato dei deliziosi fiori in legno decorato, attaccati nella parte bassa delle pareti della platea e poi completati, di volta in volta, con il nome e la dedica del sostenitore.

## Eventi, visite, attività nel teatrino di Vetriano
Il Teatrino è visitabile ogni giorno, anche individualmente, previa prenotazione all’abitazione della custode Sig.ra Cristina Guarducci, discendente dell’originario proprietario, Ing. Biagini.
Altra forma di visita è quella di gruppo. Usano questa forma soprattutto le scuole. Una bella esperienza offerta agli studenti è la possibilità di salire sul palco e recitare qualcosa a piacere.
Per quanto riguarda la programmazione, il Teatrino ha ospitato negli anni numerosi lavori di teatro e musica. Vi hanno recitato grandi attori, come Gabriele Lavia, Alessandro Benvenuti, Eros Pagni.
Tra le importanti collaborazioni, fondamentale è quella con la Scala, risalente al 2008 grazie alla sapiente opera di comunicazione della Sovraintendente, che ha saputo suscitare grande interesse e attenzione verso il piccolo Teatrino per la messa in scena di selezioni d’opera. La preziosa collaborazione vide l’esordio il 28 dicembre 2008 con la rappresentazione di Tosca di Puccini, cui seguì nel 2011 la Madama Butterfly, con ospite d’onore Simonetta Puccini, nipote del Maestro.
Il Teatrino ha instaurato delle collaborazioni anche con la Fondazione Festival Pucciniano e la Fondazione Cerratelli.
In primavera e autunno, il Teatrino offre una piccola programmazione di tre spettacoli.
Al di fuori della funzione “scenica”, che è quella più attinente alla natura del luogo, il Teatrino è stato sede di meeting aziendali e di matrimoni civili.